# Sauli Niinistö
Sauli Väinämö Niinistö (ur. 24 sierpnia 1948 w Salo) – fiński polityk i prawnik. Deputowany do parlamentu i od 2007 do 2011 jego przewodniczący, były minister i wicepremier, kandydat w wyborach prezydenckich w 2006, 2012 i 2018. Prezydent Finlandii w latach 2012–2024.

## Życiorys
W 1967 zdał egzamin maturalny w Salo, w 1974 ukończył studia prawnicze na Uniwersytecie w Turku. Prowadził następnie w rodzinnym Salo kancelarię prawniczą. W latach 1977–1992 zasiadał w samorządzie lokalnym tej miejscowości. W 1987 uzyskał mandat posła do Eduskunty, w kolejnych wyborach parlamentarnych ubiegał się z powodzeniem o reelekcję z ramienia Partii Koalicji Narodowej. W 1994 został przewodniczącym tego ugrupowania. Rok później wszedł do koalicyjnego rządu Paava Lipponena jako minister sprawiedliwości. W 1996 po rekonstrukcji tego gabinetu objął urząd ministra finansów, który sprawował do 2003. Jednocześnie w latach 1995–2001 pełnił funkcję wicepremiera.
W 2000 odmówił ubiegania się o prezydenturę, rok później na pozycji lidera Kok. zastąpił go Ville Itälä. W 2003 wycofał się z działalności politycznej, odszedł z rządu i parlamentu, obejmując stanowisko w zarządzie Europejskiego Banku Inwestycyjnego. W marcu 2005 ogłosił jednak zamiar kandydowania w wyborach prezydenckich w styczniu następnego roku. W pierwszej turze wyborów zajął drugie miejsce (zdobył 24,1% głosów). Przed drugą turą otrzymał wsparcie ze strony rządzących centrystów premiera Mattiego Vanhanena, jednak przegrał z ubiegającą się o reelekcję socjaldemokratyczną prezydent Tarją Halonen (uzyskał 48,2% głosów).
Na skutek wyborów w 2007 Sauli Niinistö powrócił do sprawowania mandatu poselskiego, uzyskując najwyższe w skali kraju indywidualne poparcie, obejmując następnie urząd przewodniczącego fińskiego parlamentu. W 2009 został prezesem Fińskiego Związku Piłki Nożnej, z tego stanowiska zrezygnował po wyborze na urząd prezydenta Finlandii w 2012.
W 2011 nie kandydował na kolejną kadencję parlamentu. Ponownie został natomiast kandydatem swojego ugrupowania w wyborach prezydenckich w 2012. W pierwszej turze głosowania otrzymał 37,0% głosów, zajmując 1. miejsce i przechodząc do drugiej tury. W drugiej turze wyborów dostał poparcie na poziomie 62,6%, wygrywając z Pekką Haavisto. Urząd prezydenta Finlandii objął 1 marca 2012.
W 2017 Sauli Niinistö zapowiedział ubieganie się o reelekcję w wyborach prezydenckich w 2018 jako kandydat niezależny. We wrześniu ogłosił zebranie 156 tysięcy podpisów pod swoją kandydaturą. Oficjalnego poparcia udzieliły mu Partia Koalicji Narodowej oraz partia Chrześcijańscy Demokraci. Sauli Niinistö w pierwszej turze głosowania otrzymał 62,7% głosów, zapewniając sobie już wówczas reelekcję na drugą kadencję. 1 marca 2024 zakończył urzędowanie.

## Życie prywatne
Jego pierwszą żoną od 1974 była Marja-Leena Alanko, która zginęła w wypadku drogowym w 1995; z tego związku ma dwóch synów (ur. 1975 i ur. 1980). W 2009 zawarł związek małżeński z Jenni Haukio, z którą ma syna (ur. 2018).
Znany jest m.in. jako wrotkarz. W czasie pełnienia funkcji ministerialnych w mediach komentowano jego związek z deputowaną opozycyjnych wówczas centrystów Tanją Karpelą (późniejszą minister kultury), zakończony zerwaniem zaręczyn w 2004. W tym samym roku Sauli Niinistö był w gronie osób, które przeżyły azjatycki kataklizm tsunami.

## Odznaczenia
- Łańcuch Krzyża Wielkiego Orderu Białej Róży Finlandii (z urzędu, 2012)
- Krzyż Wielki Orderu Krzyża Wolności (z urzędu, 2012)
- Krzyż Wielki Orderu Lwa Finlandii (z urzędu, 2012)
- Krzyż Wielki Orderu Zasługi Republiki Włoskiej (2008)[17]
- Order Słonia (2013)[18]
- Order Sokoła Islandzkiego I klasy (2013)[19]
- Krzyż Wielki Order Witolda Wielkiego (2013)[20]
- Krzyż Wielki Orderu Krzyża Ziemi Maryjnej (2014)[21]
- Order Orła Białego (2015)[22][23]
- Order Księcia Jarosława Mądrego I klasy (2021)[24]